# Stony Plain Records
Stony Plain Records ist ein unabhängiges kanadisches Plattenlabel, das sich auf traditionelle Musik wie Country, Folk und Blues spezialisiert hat. Es wurde 1979 von Holger Peterson gegründet und hat seinen Firmensitz in Edmonton, Alberta.

## Geschichte
Der Gründer des Labels, Holger Petersen, war Student und hatte eine Bluesradio-Show auf CKUA, einem Radiosender aus Alberta. Dadurch lernte er viele Bluesmusiker kennen, die in der Stadt auftraten und interviewte sie auch oft. Die erste Platte, die er veröffentlichte, war eine Aufnahme mit Walter Horton. Veröffentlicht wurden die Aufnahmen auf London Records und nachdem innerhalb kurzer Zeit auch Roosevelt Sykes und Johnny Shines für ihn aufnahmen, reifte der Plan, ein eigenes Label zu gründen. Die erste Platte, die auf dem neuen Label erschien, war aber kein Bluesalbum, sondern eine Folkaufnahme seines Freundes Paul Hann, der Petersen auch mit anderen Genres bekannt machte. Es dauerte aber bis Mitte der 1980er-Jahre bis Stony Plain auf solider finanzieller Basis stand.
1993 trafen sich Petersen und der Gitarrist Duke Robillard, eine Freundschaft, die nicht nur zu 20 Alben führte, die der Gitarrist für das Label aufnahm, sondern Robillard produzierte auch Alben, so mit Jimmy Witherspoon, Jay McShann, Rosco Gordon und Billy Boy Arnold. Außer eigenen Aufnahmen vertreibt Stony Plain Records in Kanada noch viele europäische und amerikanische Labels, so etwa Blind Pig Records.
Neben seiner Tätigkeit als Plattenproduzent arbeitet er noch als Radiomoderator für CKUA, für diesen Sender gestaltet er seit 30 Jahren eine wöchentliche Bluessendung, und für CBC Radio, wo er jede Woche Gastgeber bei Saturday Night Blues ist. Auch engagiert er sich in Organisationen der Musikindustrie. Er spielt eine aktive Rolle bei SOCAN, der kanadischen GEMA und der Canadian Independent Record Production Association. Ebenso war er einer der Gründer des Edmonton Folk Music Festival, dessen Leiter er auch drei Jahre lang war.
Das Label hat bis heute über 330 Alben aus dem Bereich Blues, R&B, Folk, Country, Bluegrass und Rock and Roll veröffentlicht.

## Auszeichnungen
- Grammy-Nominierungen für  Maria Muldaurs Richland Woman Blues (2001) und Jay McShanns Goin’ to Kansas City (2003)
- zahlreiche Nominierungen und Auszeichnungen für den Blues Music Award
- Juno Awards (Kanadas  Grammy)
- Canadian Country Music Association Awards
- Maple Blues Awards
- Western Canada Music Awards

Auf persönlicher Ebene wurde das Werk Holger Petersens mit einem Ehrendoktorhut der Athabasca University (2002) und der höchsten kanadischen Auszeichnung (Order of Canada) 2003 geehrt. 2008 erhielt er den 'Keeping The Blues Alive' Award der Blues Foundation in Memphis.

## Bekannte Künstler
- Arthur Adams
- Luther Allison
- Billy Boy Arnold
- Long John Baldry
- Carey Bell
- Elvin Bishop
- Rory Block
- Deanna Bogart
- Nappy Brown
- Norton Buffalo
- Tommy Castro
- Chicago Rhythm and Blues Kings
- Popa Chubby
- Deborah Coleman
- Commander Cody
- Joanna Connor
- James Cotton
- Pee Wee Crayton
- Debbie Davies
- Ronnie Earl
- Sue Foley
- Lowell Fulson
- Buddy Guy
- Jr. Wells
- Emmylou Harris
- Jeff Healey
- Jimi Hendrix
- Holmes Brothers
- Walter Horton
- Smokin Joe Kubek
- Frankie Lee
- Magic Slim & The Teardrops
- Bob Margolin
- Jay McShann
- Coco Montoya
- Big Bill Morganfield
- Maria Muldaur
- Charlie Musselwhite
- Kenny Neal
- Willie Nelson
- Neville Brothers
- Omar & The Howlers
- Pinetop Perkins
- Rod Piazza & The Mighty Flyers
- Snooky Pryor
- Duke Robillard
- Roy Rogers & Norton Buffalo
- Otis Rush
- Savoy Brown
- Johnny Shines & Snooky Prior
- George „Harmonica“ Smith
- Jimmy Thackery
- Rosetta Tharpe
- Joe Louis Walker
- Muddy Waters
- Jimmy Witherspoon
- Mitch Woods & His Rocket 88s